# Chiharu Ichō
Pour les articles homonymes, voir Chiharu et Icho.
Chiharu Ichō (伊調 千春, Ichō Chiharu), née le 6 octobre 1981 à Hachinohe dans la préfecture d'Aomori, est une lutteuse libre japonaise.

## Biographie
Elle est la sœur de la lutteuse Kaori Ichō.

## Palmarès
Chiharu Ichō est médaillée d'argent en catégorie des moins de 48 kg aux Jeux olympiques de 2004 à Athènes ainsi qu'aux Jeux olympiques de 2008 à Pékin.
Elle est championne du monde à trois reprises : en catégorie des moins de 51 kg en 2003 et en catégorie des moins de 48 kg en 2006 et en 2007.
Au niveau continental, elle obtient la médaille d'or en catégorie des moins de 51kg aux Championnats d'Asie de lutte 2001, en catégorie des moins de 48 kg aux Championnats d'Asie de lutte 2004 et en catégorie des moins de 48 kg aux Jeux asiatiques de 2006.